# Bøvsedragens hemmelighed
Bøvsedragernes hemmelighed er en børne- og ungdomsroman skrevet af Dennis Jürgensen. Den blev udgivet i 1984.

## Handling
Freddy skal på lejrskole, men er syg, da klassen skal afsted. Han tager rutebilen dertil dagen efter, men ved ankomsten får han at vide, at han må tage hjem igen, for lejrskolen er brændt ned. Han farer vild i mørket på vej hjem, og møder sine venner fra Neanderslottet, som er i færd med at fremstille en kur til dragen Nitan, der er syg.
Freddy beslutter sig for at hjælpe dem. Det viser sig at Nitan slet ikke er syg, men er gået i dvale, som forberedelse til et møde som bøvsedragerne holder hvert tusinde år. Vennerne tager med Nitan, inklusive Freddy hvis forældre tror han er på lejrskole.